# 马来假棘球绦虫
马来假棘球绦虫（學名：Artyfechinostomum malayanum）是吸蟲綱複殖亞綱棘口吸蟲科之下的一個淡水生物種。

## 分佈
本物種分佈於南亞（印度东部及东北部）及東南亞（泰國、馬來西亞、新加坡、印尼及菲律賓），模式產地在馬來西亞。

## 宿主
本物主已知的第一中間宿主有印度扁卷螺（Indoplanorbis exustus）和凸旋螺（Gyraulus convexiusculus），皆為淡水螺。終極宿主除了人類，也能感染貓、狗及豬。此外，其尾蚴亦以Pila scutata、Lymnaea cumingiana及Digoniostoma pulchella這三個物種為中間宿主。